# Pantin
Pantin [pɑ̃ˈtɛ̃]  ist eine französische Stadt mit 60.954 Einwohnern (Stand 1. Januar 2022) in der Region Île-de-France nordöstlich von Paris. Die Einwohner werden Pantinois genannt.
Wie die meisten der nordöstlichen Vororte von Paris, wird auch Pantin unter anderem durch einige Hochhaussiedlungen in Plattenbauweise (Grands ensembles) und einen hohen Anteil von Einwanderern, vor allem aus der Türkei, dem Maghreb und afrikanischen Ländern südlich der Sahara, geprägt.

## Verkehr

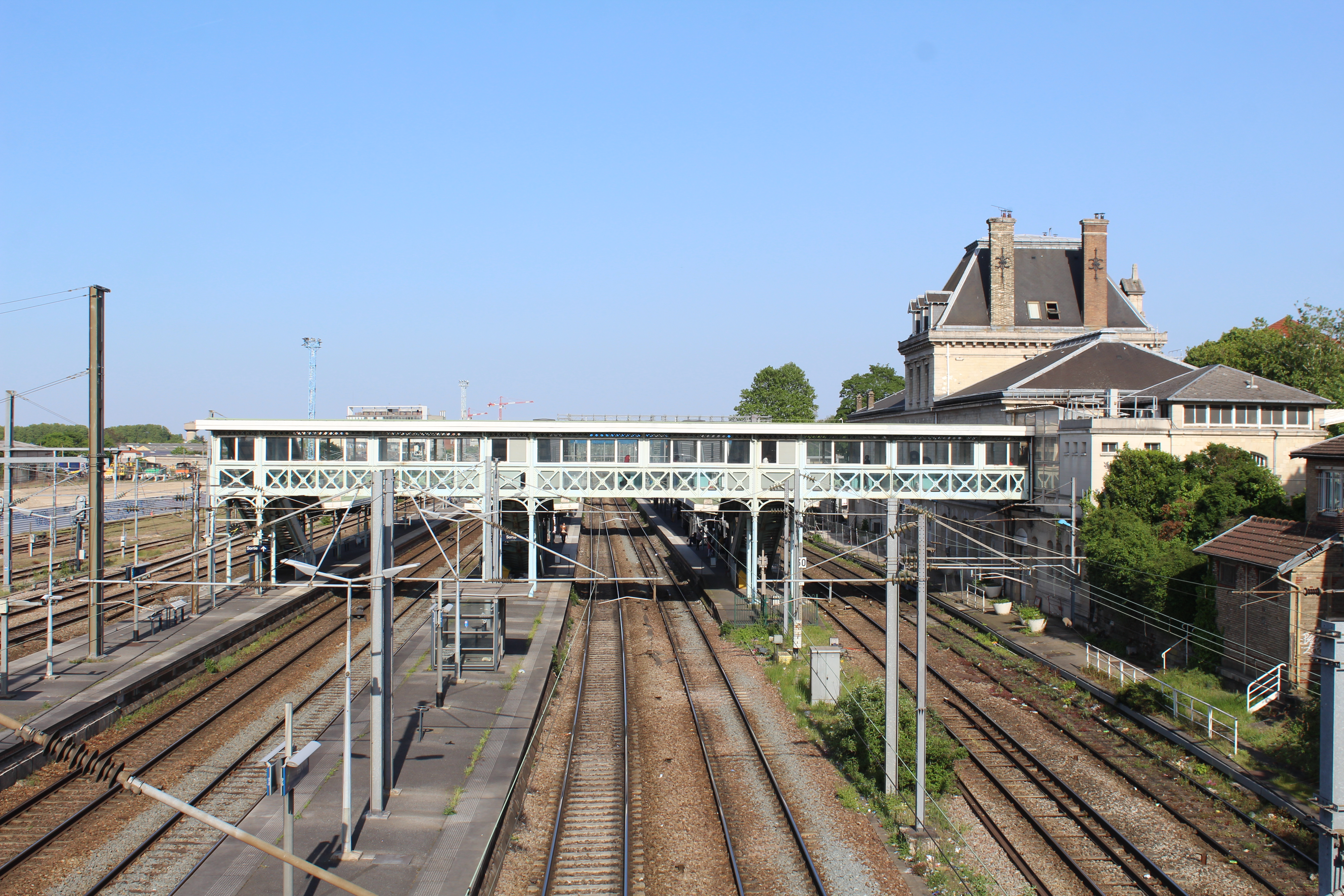
Bahnhof

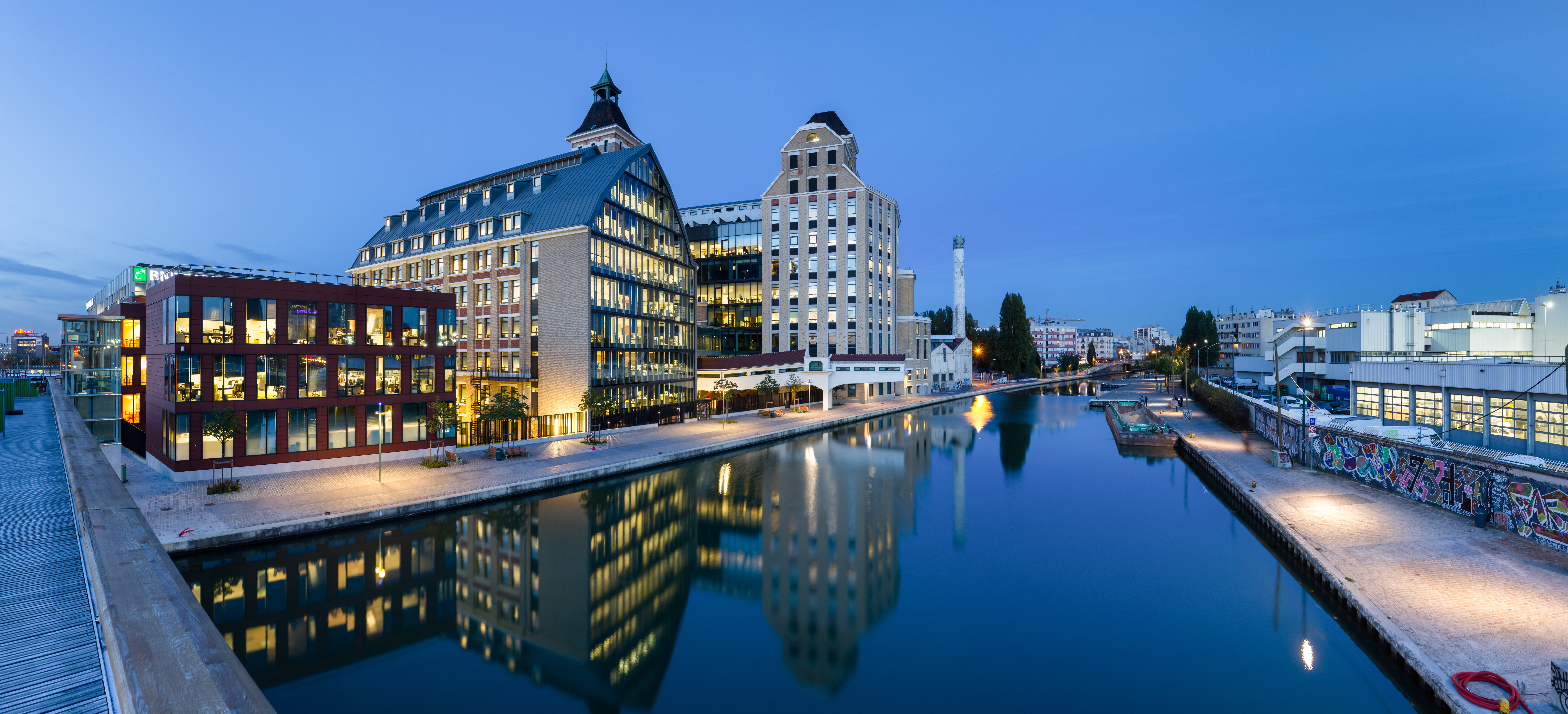
Mühle am Canal de l’Ourcq

Pantin wird vom Canal de l’Ourcq durchzogen, einem Schifffahrtskanal, der die Marne mit der Seine verbindet, heute jedoch keine wirtschaftliche Bedeutung mehr hat.
Die Stadt hat einen Bahnhof an der Bahnstrecke Paris–Mulhouse, die in diesem Bereich am 7. Juli 1856 von der Compagnie des chemins de fer de l’Est eröffnet wurde. Aktuell wird er von Zügen der Linie E des Schnellbahnnetzes Réseau express régional d’Île-de-France (RER) bedient.
Die Linie 5 der Pariser Métro erreichte Pantin am 12. Oktober 1942 (Haltestellen Hoche und Église de Pantin), am 25. April 1985 kam mit deren Verlängerung die Station Bobigny – Pantin – Raymond Queneau hinzu. Die Linie 7 bedient die Stationen Aubervilliers – Pantin – Quatre Chemins (seit 1979) und – unmittelbar hinter der Gemeindegrenze – Fort d’Aubervilliers (seit 1987).
Durch Pantin verläuft die Nationalstraße N 3, die N 2 tangiert die Gemeinde an ihrer Grenze mit Aubervilliers. Die nächste autobahnähnliche Schnellstraße ist der Boulevard périphérique mit der Anschlussstelle Porte de Pantin.

## Wirtschaft
Die Stadt hat eine lange industrielle Vergangenheit (metallverarbeitende Industrie, Textilindustrie), davon zeugen noch die Moulins de Pantin (Mühlen von Pantin – Getreideverarbeitung) als großes, am Canal de l’Ourcq gelegenes Industriedenkmal. Eine neue wichtige Industrieansiedlung sind die Ateliers de maintenance TGV der SNCF (Instandhaltung der Hochgeschwindigkeitszüge der SNCF). Ein weiterer wichtiger Betrieb sind die Werkstätten von Hermès (Schmuck und Ledermode).

## Politik
- Bürgermeister: Bertrand Kern (PS)
- Nach den Gemeindewahlen am 15. März 2021 besteht die Mehrheit im Gemeinderat (Conseil municipal) aus 20 Vertretern der lokalen Liste „La gauche et l’écologie pour Pantin“ (Stand März 2021). Die Opposition bilden acht Vertreter der politischen Linken, der  politischen Rechten und einer bürgerlichen Liste.[1]

Pantin war bis zur Neuordnung der Kantone im Jahr 2015 in zwei Kantone unterteilt, der Kanton Pantin-Est (Osten) mit 28.626 und der Kanton Pantin-Ouest (Westen) mit 21.293 Einwohnern. Nach der Reform besteht nur noch der Kanton Pantin, zu dem neben der Stadt selbst noch die Gemeinde Le Pré-Saint-Gervais gehört.

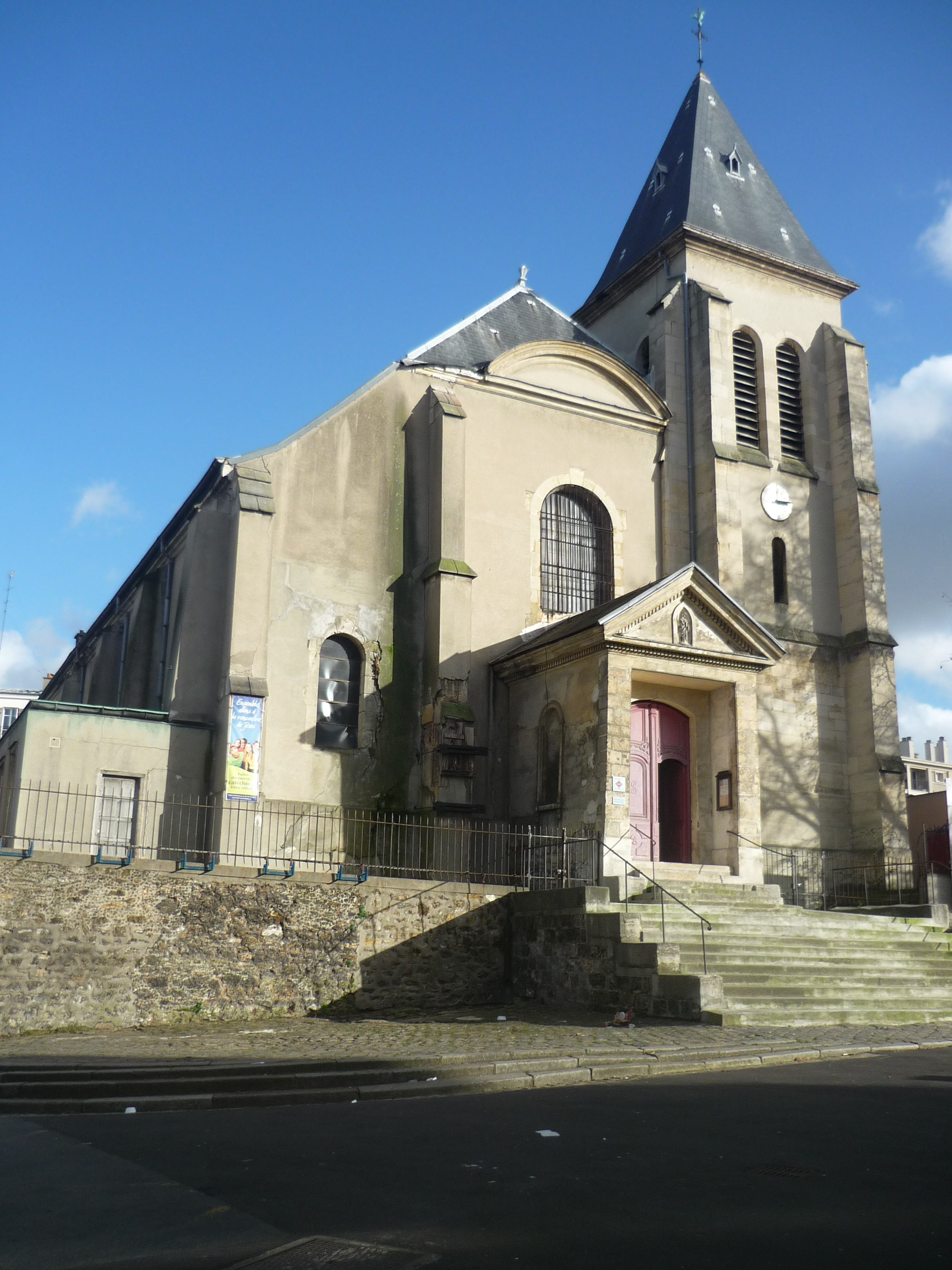
Kirche Saint-Germain

## Kirchen
- In Pantin gibt es neben anderen die römisch-katholische Kirche Saint-Germain aus dem 17. Jahrhundert, die seit 1978 als Monument historique geführt wird.[2]
- Verschiedene protestantische Kirchen, darunter eine reformierte, sind ebenfalls in der Stadt vorhanden.

## Städtepartnerschaften
Partnerstädte von Pantin sind seit 1965 Meshchansky, ein Stadtteil der russischen Hauptstadt Moskau, und seit 1969 die italienische Stadt Scandicci in der Toskana.

## Söhne und Töchter der Stadt
- André Lagache (1885–1938), Autorennfahrer
- Renée Falconetti (1892–1946), Schauspielerin
- Albert Préjean (1894–1979), Bühnen- und Filmschauspieler
- André Fauvel (1921–1977), Radrennfahrer
- Pierre Desproges (1939–1988), Humorist, Autor und Fernseh-Kabarettist
- Patrick Lapeyre (* 1949), Schriftsteller und Lehrer
- Valérie Karsenti (* 1968), Schauspielerin
- Gabriel Obertan (* 1989), Fußballspieler
- Mouhammadou Jaiteh (* 1994), Basketballspieler
- Zahia Ziouani (* 1978), Dirigentin

Die Feministin und Pazifistin Hélène Brion (1882–1962) hat den größten Teil ihres Lebens in Panin verbracht.